# George DiCarlo
George Thomas DiCarlo (ur. 13 lipca 1963 w St. Petersburg) – amerykański pływak. Dwukrotny medalista olimpijski z Los Angeles.
Specjalizował się w stylu dowolnym, preferował dłuższe dystanse. W Los Angeles zwyciężył na 400 i zajął drugie miejsce na 1500 metrów kraulem (za Mikiem O’Brienem).

## Starty olimpijskie (medale)
Los Angeles 1984
- 400 m kraulem –  złoto
- 1500 m kraulem –  srebro